# Do It Again (Steely Dan)
Do It Again è un singolo del gruppo musicale statunitense Steely Dan, pubblicato nel novembre 1972 come primo estratto dal primo album in studio Can't Buy a Thrill.

## Successo commerciale
Il singolo ottenne successo a livello mondiale, raggiungendo la posizione numero 6 nella Billboard Hot 100 e la numero 6 nella classifica canadese.

## Cover
- Eumir Deodato e Airto Moreira ne incisero come singolo una versione dal vivo contenuta anche nel proprio album-concerto Deodato/Airto in concert del 1974
- I Club House nel 1983 hanno remixato il brano con Billie Jean di Michael Jackson dello stesso anno nel loro singolo Do It Again Medley with Billie Jean. Gli Slingshot inoltre hanno realizzato una cover del medesimo brano dei Club House sempre nello stesso anno.
- Falco ha realizzato una cover del brano nel 1988 includendola nel suo album Wiener Blut.
- Paul Hardcastle ha inciso pubblicato una cover del brano nel 1994.
- Lydia Lunch e Cypress Grove hanno realizzato una cover del brano nel 2017 includendola nel loro album Under The Covers.

## Curiosità
Il brano è eseguibile nel videogioco Guitar Hero World Tour.